# Kemal Ishmael
Kemal Ishmael (Miami, 6 maggio 1991) è un giocatore di football americano statunitense che gioca nel ruolo di defensive back per gli Atlanta Falcons della National Football League (NFL). Fu scelto nel corso del settimo giro (243º assoluto) del Draft NFL 2013 dai Falcons. Al college ha giocato a football alla University of Central Florida.

## Carriera professionistica

### Atlanta Falcons
Ishmael fu scelto nel corso del settimo giro del Draft 2013 dagli Atlanta Falcons. Debuttò come professionista nella settimana 8 contro gli Arizona Cardinals. La sua stagione da rookie si concluse con un tackle e quattro presenze, nessuna delle quali come titolare.
Nella settimana 3 della stagione 2014 contro i Tampa Bay Buccaneers, Ishmael mise a segno il primo intercetto in carriera ai danni di Josh McCown, ritornandolo per 40 yard in touchdown.

## Palmarès

### Franchigia
- National Football Conference Championship: 1

Atlanta Falcons: 2016

## Statistiche
| Partite totali      | 4 |
| Partite da titolare | 0 |
| Tackle              | 1 |
| Sack                | 0 |
| Intercetti          | 0 |

Statistiche aggiornate alla stagione 2013